# No Sleep 'til Hammersmith

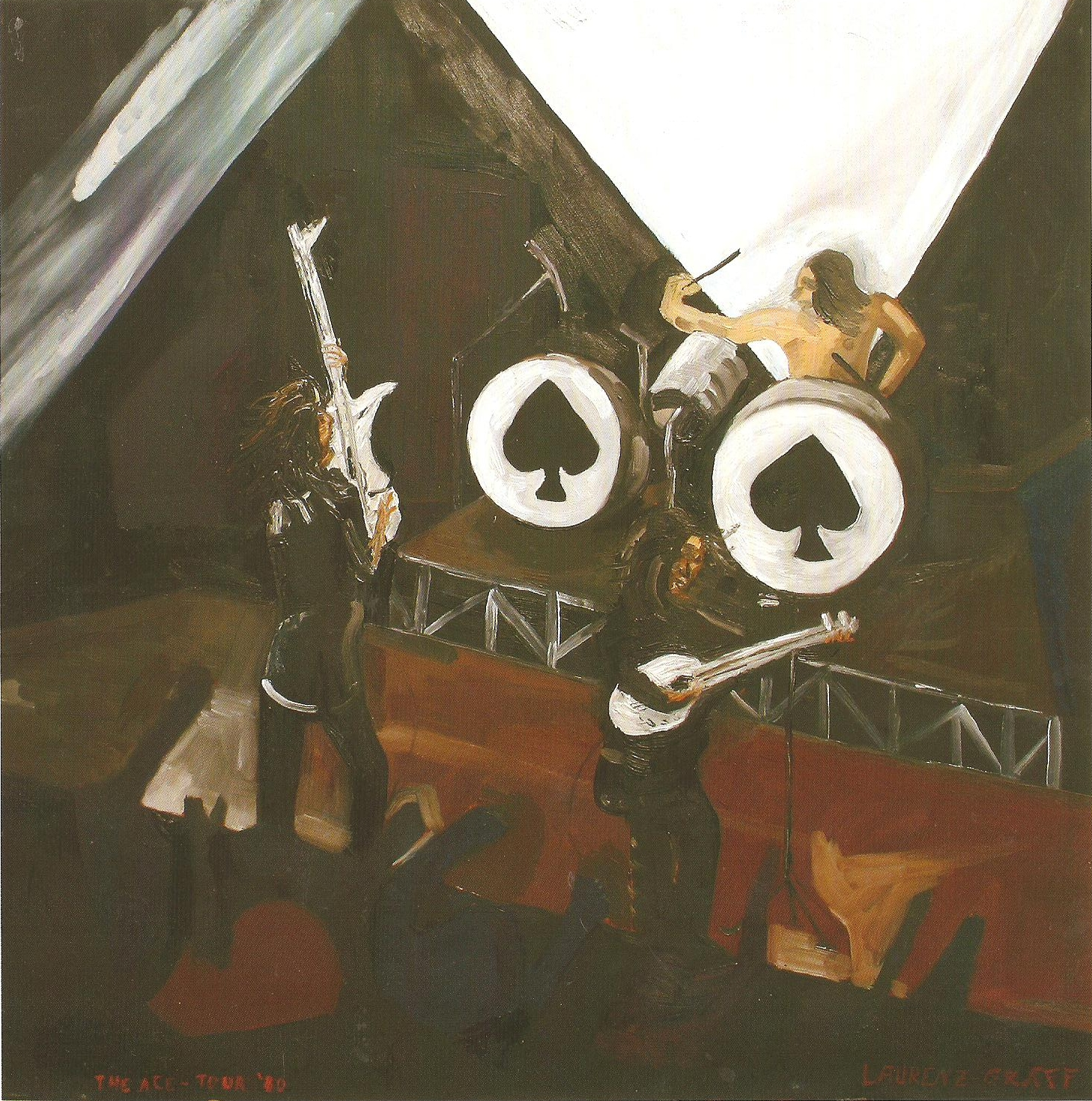
"Motörhead. No Sleep ’til Hammersmith (The Ace Tour) 1981", geschilderd door Matthias Laurenz Gräff

No Sleep 'til Hammersmith was het eerste livealbum van de Britse heavymetalband Motörhead. De opnames werden gemaakt gedurende drie optredens (28 maart 1981 in Leeds en 29 en 30 maart 1981 in Newcastle). Direct na de uitgave van het album stond het op nummer één in de Engelse charts. Mede hierdoor wordt dit album wel beschouwd als het begin van de meest succesvolle periode van de band. Van het laatste nummer van dit album, "Motorhead", werd een single uitgebracht, die in Engeland nummer zes haalde.
Lemmy, de frontman van Motörhead, heeft zich altijd tegen dit album uitgesproken, omdat het zonder toestemming van de band is uitgebracht, tijdens hun eerste Amerikaanse tour.

## Inhoud
1. Ace of Spades
2. Stay Clean
3. Metropolis
4. The Hammer
5. Iron Horse - Born To Lose
6. No Class
7. Overkill
8. (We Are) The Road Crew
9. Capricorn
10. Bomber
11. Motorhead

Bonustracks (niet op originele uitgave):
1. Over The Top (bonus)
2. Capricorn (andere opname) (bonus)
3. Train Kept-a-Rollin' (bonus)

## Artiesten
- Lemmy: zang & bas
- Fast Eddie Clarke: zang & gitaar
- Phil "Philty Animal" Taylor: drums